# 盎司
盎司（英語：ounce；符號：oz），或作盎斯，港譯「安士」（常衡）或「盎士」（金衡），為英制質量、重量或體積的单位，旧称英两或唡是傳統計算單位元。

## 作為質量單位
- 常衡盎司：質量单位，整体缩写为oz.av。

1盎司 = 28.349523125克
1盎司 = 16打兰（dram）
1盎司 = 437.5格林
16盎司 = 1磅（pound）
2盎司＝500埔里曼丹
- 金衡盎司：質量单位，整体缩写为oz.tr（英）、oz.t（美），常见于金、银等贵金属的计量。

1盎司 = 480格林
1盎司 = 31.1034768 克
12盎司 = 1磅
- 药衡盎司：質量单位，同金衡盎司，整体缩写为ap oz。

1盎司 = 31.1034768克

## 作為重量的單位
1盎司力（Ounce-force）等於1⁄16磅力或0.2780139牛頓。

## 作為體積單位
液量盎司（Fluid ounce，又稱「液量盎司」或「液體盎司」）是容量计量单位，符号为fl. oz。注意英制液盎司和美制液盎司的容量略微不同。
1英液盎司 = 28.4130625毫升
1美液盎司 = 29.573529562毫升
另外液盎司和對應的加侖換算係數也因英美而不同，英制加侖分為160液盎司，而美制加侖分為128液盎司。
1英加侖 = 160英制液盎司 = 4.55公升
1美加侖 = 128美制液盎司 = 3.79公升

## 用盎司表示厚度
在印刷電路板及柔性印刷電路板的製作中，會用盎司表示其銅箔的厚度，1盎司銅箔表示在一平方英尺的面積上舖重量一盎司的銅，相當於0.034公厘或1.3密耳。